# Nisse Zetterberg
Nils (Nisse) Harald Zetterberg, född 21 november 1910 i Katarina församling, Stockholm, död 24 februari 1986 i Storkyrkoförsamlingen, Stockholm, var en svensk målare, tecknare och huvudlärare i muralmåleri vid Konsthögskolan.

## Biografi
Nisse Zetterberg var son till konstnären Albert Zetterberg och porslinsmålaren Ruth Lydia Lagerström samt bror till arkitekt Olle Zetterberg. Nisse Zetterberg var gift första gången 1939–1955 med Eva Fredina Mathilda Lindqvist och andra gången från 1955 med Gunvor Selma Hardt (född Schumacher). Zetterberg fick sin grundläggande utbildning till konstnär av sin far 1925–1929 och därefter studerade han för Albert Engström, Olle Hjortzberg och Birger Simonsson vid Konsthögskolan i Stockholm 1929–1933 där han belönades med kanslermedaljen 1930 och den kungliga medaljen 1933. Han bedrev självstudier under ett flertal studieresor till Frankrike, Nederländerna, Belgien, Norge, England, Italien och Danmark. Han tilldelades Carl Larssons stipendiet 1932, Bobergska stipendiet 1933 och ett stipendium ur Kinmansons fond 1936 och Jenny linds stipendium 1937–1939.
Från slutet av 1940-talet kom han att arbeta mer och mer med monumentala målningar och 1949 utförde han en slipad marmormosaik för Östra skolan i Säffle som följdes upp med en väggmålning i stucco lustro för Skandinaviska Enskilda banken i Köping 1951 och via Statens konstråd utförde han en slipad vägg med marmormosaik för Landstingshuset i Gävle 1955. Bland hans andra offentliga arbeten märks väggdekorationer till Malmö stadsbibliotek, mosaikdekorer till Högdalens skola i Stockholm, korfönster i Torsåkers kyrka i Uppsala stift i Hofors kommun (1965) och dekorfris i Åvaskolan, Täby kommun (1973).
Separat ställde han ut på ett flertal platser i Stockholm bland annat på Lilla utställningen, Konstnärshuset, Lilla galleriet och på andra orter som Oslo, Sollefteå, Härnösand och Vindeln. Tillsammans med sin far ställde han ut i Norrköping 1927 och tillsammans med Birger Lundquist och Gustav Nordahl i Sundbyberg samt tillsammans med Sixten Lundbohm i Eskilstuna och Katrineholm. Han medverkade i Nordiska konstförbundets utställning i Köpenhamn 1949, Foyer des Artistes i Paris 1958 och flera samlingsutställningar arrangerade av Svenska konstnärernas förening och Sveriges allmänna konstförening samt i de kommunala Stockholmssalongerna som visades på 1960-talet. Hans konst består av porträtt, naket, landskap, stilleben och dekorativa arbeten. Han arbetade framför allt med måleri och grafik, men även en del med skulptur.
Som illustratör illustrerade han bland annat Heidenstams Karolinerna samt verk av Fröding och Ferlin för Bonniers folkbibliotek. Han var senare verksam som lärare på Konstfack under många år.

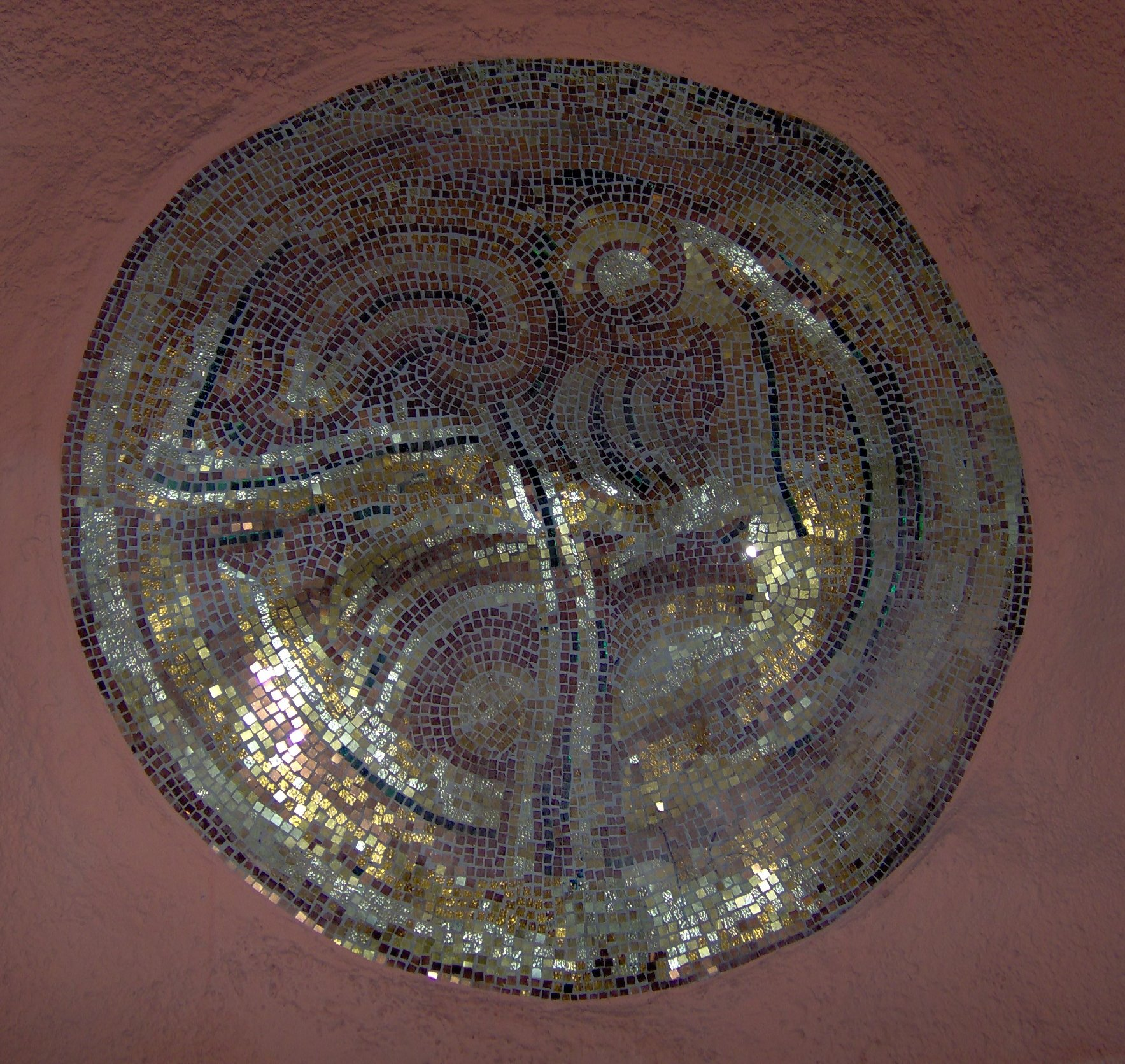
Nisse Zetterberg har utfört konstverket, en sköld i gyllene mosaik, som pryder väggen i Rinkeby tunnelbanestation.

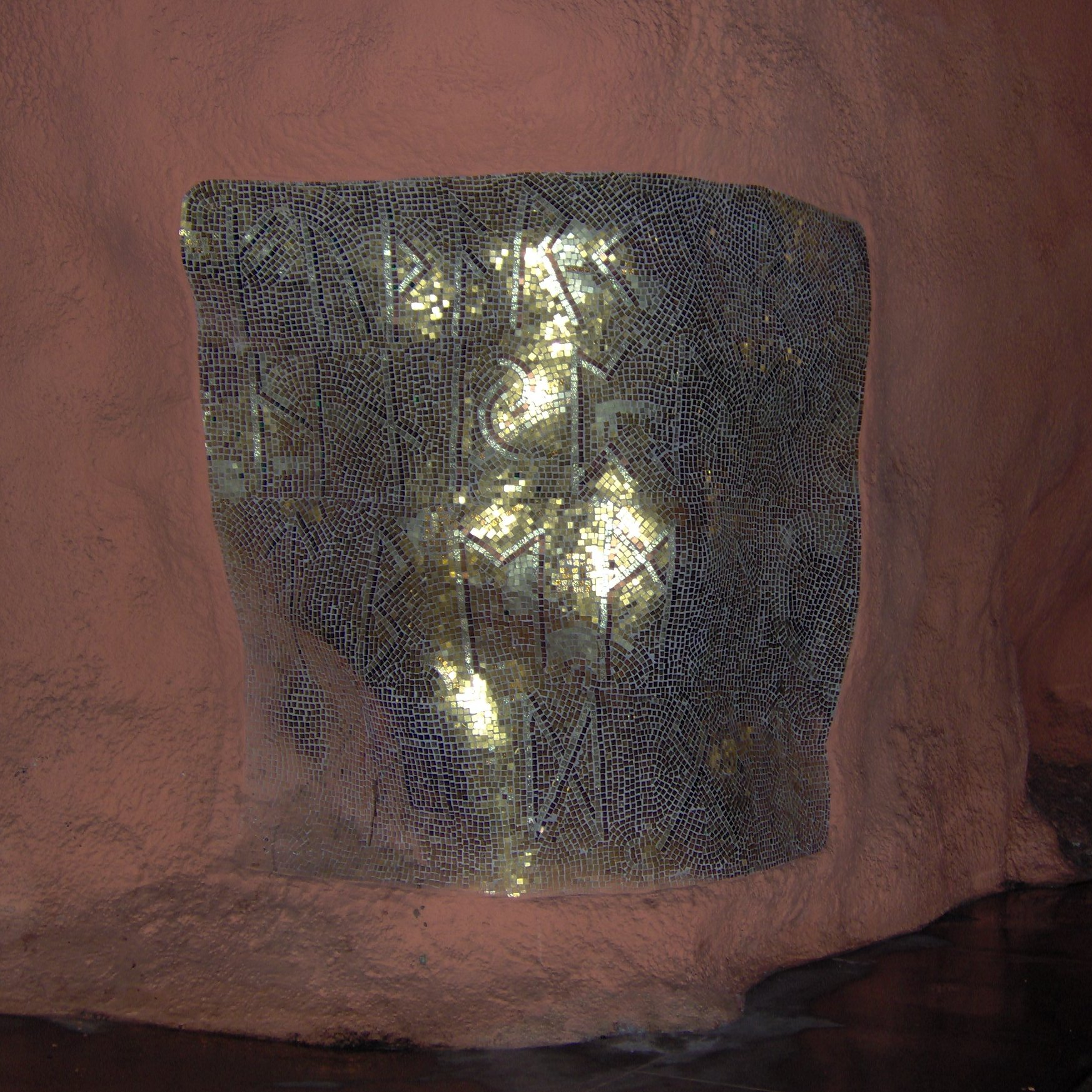
Nisse Zetterberg har utfört konstverket, en futhark i gyllene mosaik, som pryder väggen i Rinkeby tunnelbanestation.

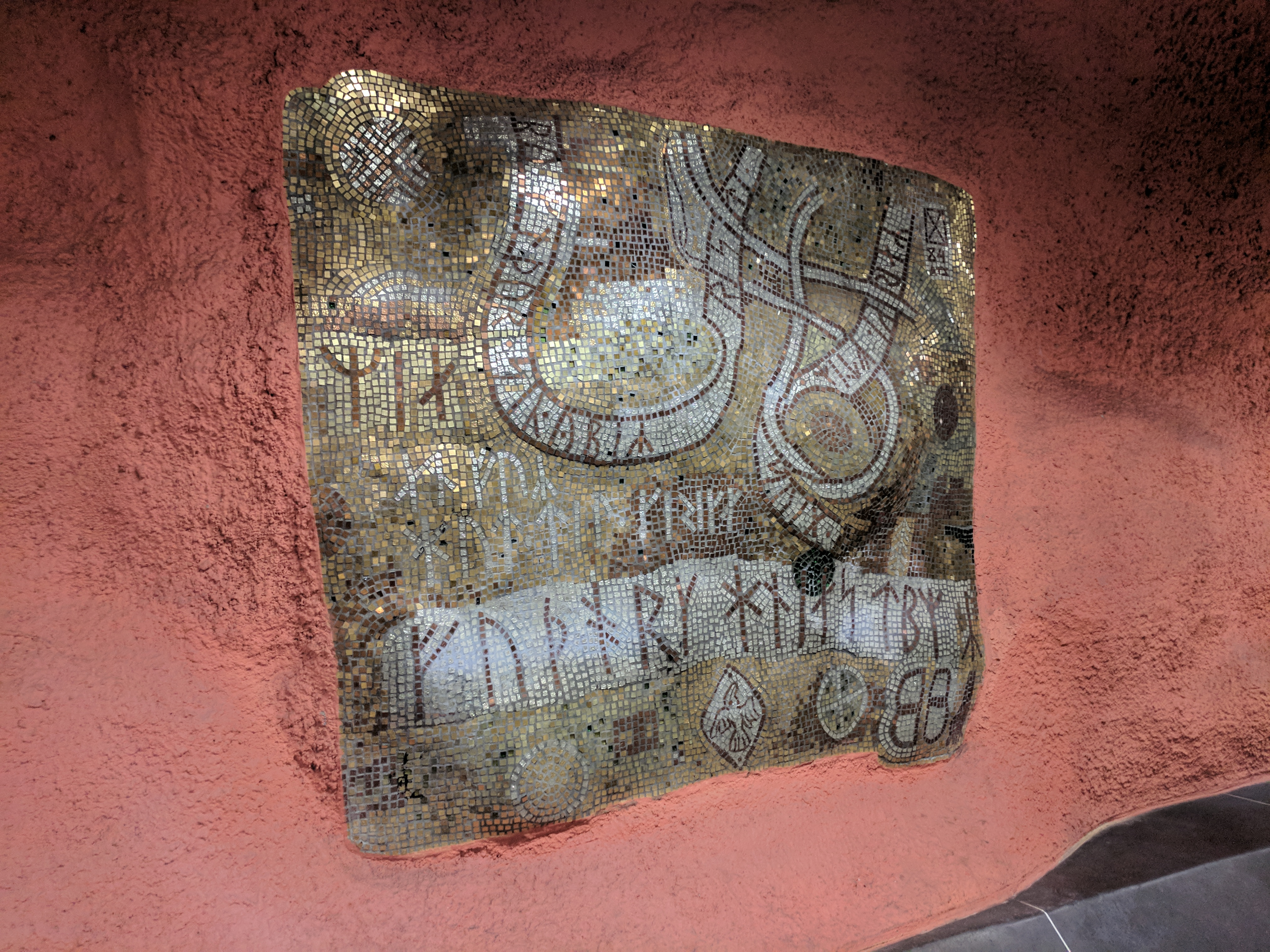
Nisse Zetterberg har utfört konstverket, en futhark i gyllene mosaik, som pryder väggen i Rinkeby tunnelbanestation.

Nisse Zetterberg utförde även guldmosaikerna i  T-banestationen Rinkeby,  Stockholm. Tillsammans med två andra konstnärer utförde han den offentliga utsmyckningen i  Rinkeby T-banestation, Stockholm, 1975.  Stationen och den konstnärliga gestaltningen invigdes 1975 och kompletterades 1985. Rinkeby tunnelbanestation skapades av de tre konstnärerna Nisse Zetterberg med bland annat guldmosaiker från vikingatiden, en futhark,  en sköld och en bock (den s.k. Rinkebybocken), av Sven Sahlberg (1909–2008) med en stor "sol" av guld och med kronblad av åror upphängd i taket och av Lennart Gram (1910–1996) med tavlor på spårväggarna föreställande flygande fåglar.
Nisse Zetterbergs konstverk i  Rinkeby tunnelbanestation är en roströd grotta med guldmosaik föreställande fynd från vikingatiden som gjorts vid utgrävningar i området. Han har utgått från de fynd från  vikingatiden, som gjorts vid utgrävningar i området, i sin gestaltning av Rinkebys tunnelbanestation. De små, små fynden har han sedan förstorats upp till stora väggmosaiker, som glittrar i guld mot de roströda bergväggarna. Rinkebybocken är till exempel inte större än en tioöring i verkligheten! Rinkeby ligger i ett av de runstensrikaste områdena i Stockholmstrakten och därför kan man även hitta mosaiker i form av två runstenar i mittvalvet.
Nisse Zetterberg har även skrivit boken Akvarellmålning. Material och teknik, ICA bokförlag 1974 (ISBN 91-534-0272-3). Han finns representerad i Nationalmuseum, Moderna museet, Nordiska museet i Stockholm, Kalmar konstmuseum  och Gustav VI Adolfs samling.
Nisse Zetterberg är begravd på Norra begravningsplatsen utanför Stockholm.